# Ringmängulaul
Ringmängulaul (tradotto in italiano : La ronda) è un canto corale popolare estone. L'autore originale è sconosciuto anche se si attribuisce la paternità a Veljo Tormis.

## Versioni

### Versione di Veljo Tormis
Veljo Tormis ha cantato una delle versioni più note.

### Versione di Tormis Quartet
Il gruppo estone Tormis Quartet ha pubblicato la canzone il 5 settembre 2015 nell'album Tormisele. Il canto corale, diversamente da quello di Tormis e di Saana Ensemble, è accompagnato da strumenti musicali.

### Versione di Saana Ensemble
il gruppo estone Saana Ensemble ha pubblicato nel 2011 nell'album la canzone, aggiuggendo un accompagnamento a cappella in cui viene ripetuta la parola Vei. Diversamente dalle altre versioni il titolo non è Ringmängulaul, ma Tytöt ne istuvat, ovvero le prime tre parole del testo.